# Rhaphium holmgreni
Rhaphium holmgreni är en tvåvingeart som först beskrevs av Josef Mik 1878.  Rhaphium holmgreni ingår i släktet Rhaphium och familjen styltflugor. Arten är reproducerande i Sverige. Inga underarter finns listade i Catalogue of Life.